# Lady Marions sommarflirt
Lady Marions sommarflirt – szwedzki niemy film dramatyczny z 1913 roku w reżyserii Victora Sjöströma.

## Obsada
- Hilda Borgström – Lady Marion
- Victor Lundberg – Viktor
- Richard Lund – Lord Handsome
- Axel Ringvall – Axel Pärzon
- John Ekman (niezidentyfikowana rola)
- Bergliot Husberg (niezidentyfikowana rola)
- Eric Lindholm (niezidentyfikowana rola)
- Algot Sandberg (niezidentyfikowana rola)
- Olof Sandborg (niezidentyfikowana rola)
- Carl-Ivar Ytterman (niezidentyfikowana rola)